# 아랍종

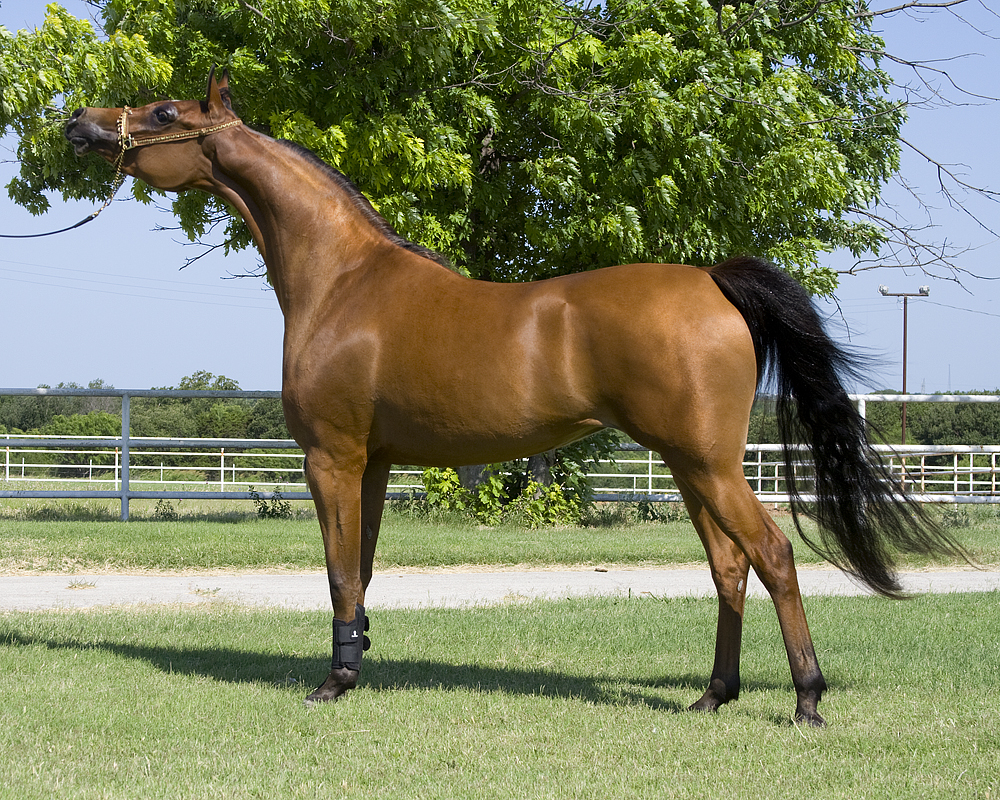
아랍종 암말

아랍종 또는 아라비안(Arabian)은 아라비아와 그 주변 나라에서 산출되는 말 품종으로 몸집은 작으나 균형이 잡혀 있고 기품이 있으며 속력과 지구력이 뛰어나다. 무함마드는 전리품으로 막대한 양의 페르시아말을 아라비아로 들여와 종교 활동에 필요한 말 생산에 힘써 번식법의 기초를 이루었다. 아랍종의 주산지는 네지드 사막이며 귀중한 다섯 계통의 모계 안에서 번식되었다.

## 개요
아랍종은 아라비아반도에서 유래한 말의 품종이다. 독특한 머리 모양과 높은 꼬리 마차를 갖춘 아라비안은 세계에서 가장 쉽게 알아볼 수 있는 말 품종 중 하나이다. 또한 4,500년 전으로 거슬러 올라가는 현대 아라비아인과 유사한 서아시아의 말에 대한 고고학적 증거가 있는 가장 오래된 품종 중 하나이다. 역사를 통틀어 아라비아 말은 전쟁과 무역을 통해 전 세계로 퍼졌으며 속도, 세련미, 지구력 및 강한 뼈를 추가하여 다른 품종을 개량하는 데 사용되었다. 오늘날 아라비아 혈통은 현대의 거의 모든 승마 품종에서 발견된다.
아랍종은 사막 기후에서 발달했으며 유목민인 베두인족에게 높이 평가되었으며, 종종 도난으로부터 보호하고 피난처를 마련하기 위해 가족 천막 안으로 들여왔다. 인간과 협력 관계를 형성하는 능력을 포함하여 특성에 대한 선택적 육종을 통해 성격이 좋고, 배우기 빠르며, 기쁘게 생각하는 말 품종이 탄생했다. 아랍종은 또한 습격과 전쟁에 사용되는 말에 필요한 높은 정신과 기민함을 개발했다. 이러한 의지와 세심함의 조합은 현대 아라비아 말 소유자가 자신의 말을 유능하고 존중하는 마음으로 다루도록 요구한다.
아라비안은 다재다능한 품종이다. 지구력 승마 분야를 지배하고 있으며 오늘날 다양한 승마 스포츠 분야에서 경쟁하고 있다. 이들은 세계에서 가장 인기 있는 10대 말 품종 중 하나이다. 현재 미국과 캐나다, 영국, 호주, 유럽 대륙, 남아메리카(특히 브라질) 및 원산지인 서아시아를 포함하여 전 세계적으로 발견된다.